# Komarno (Ukraine)
Komarno (ukrainisch und russisch Комарно, polnisch Komarno) ist eine in der Westukraine liegende Stadt am Ufer der Wereschtschyzja, etwa 31 Kilometer südwestlich der Oblasthauptstadt Lwiw.

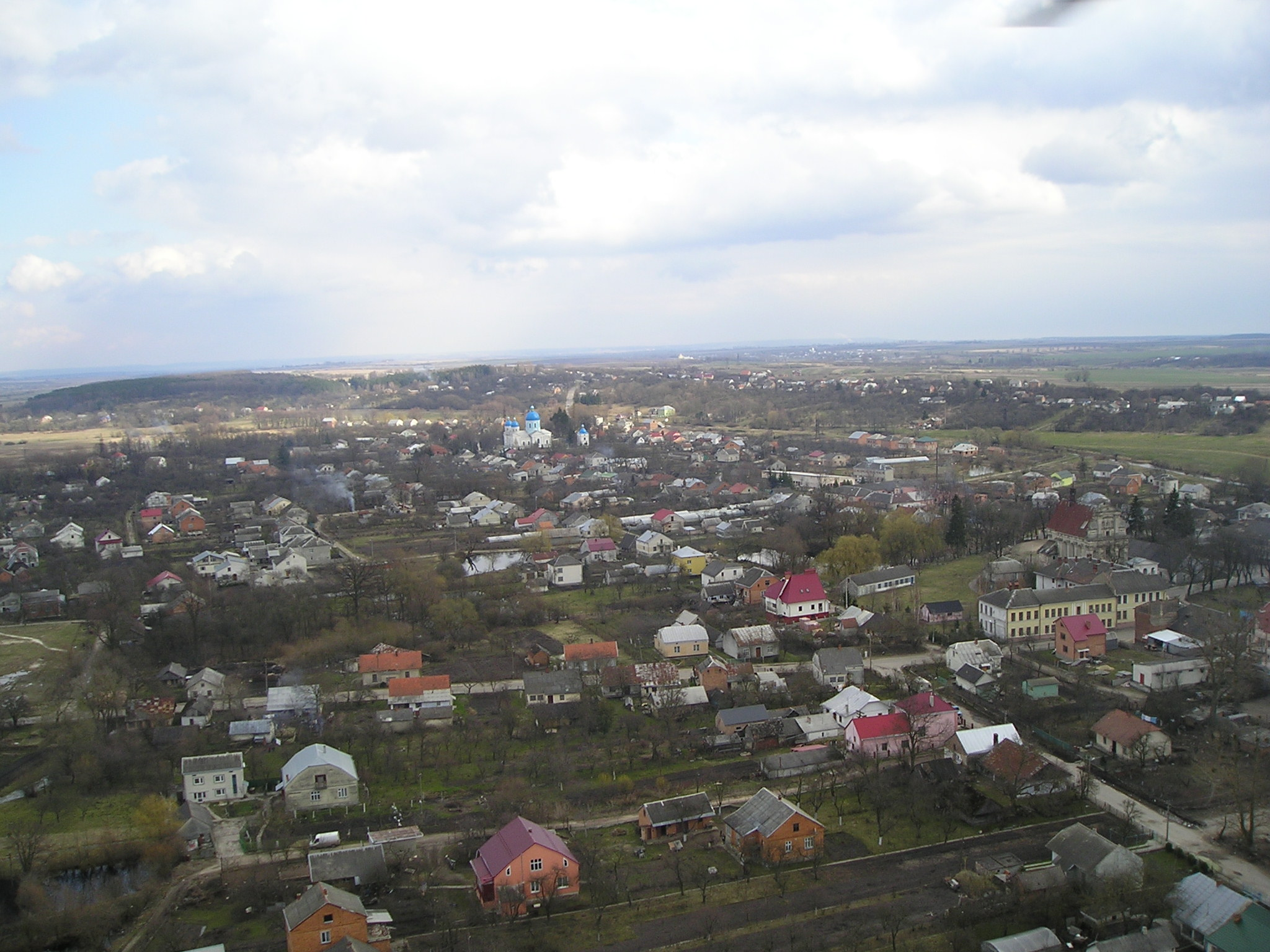
Luftaufnahme des Ortszentrums

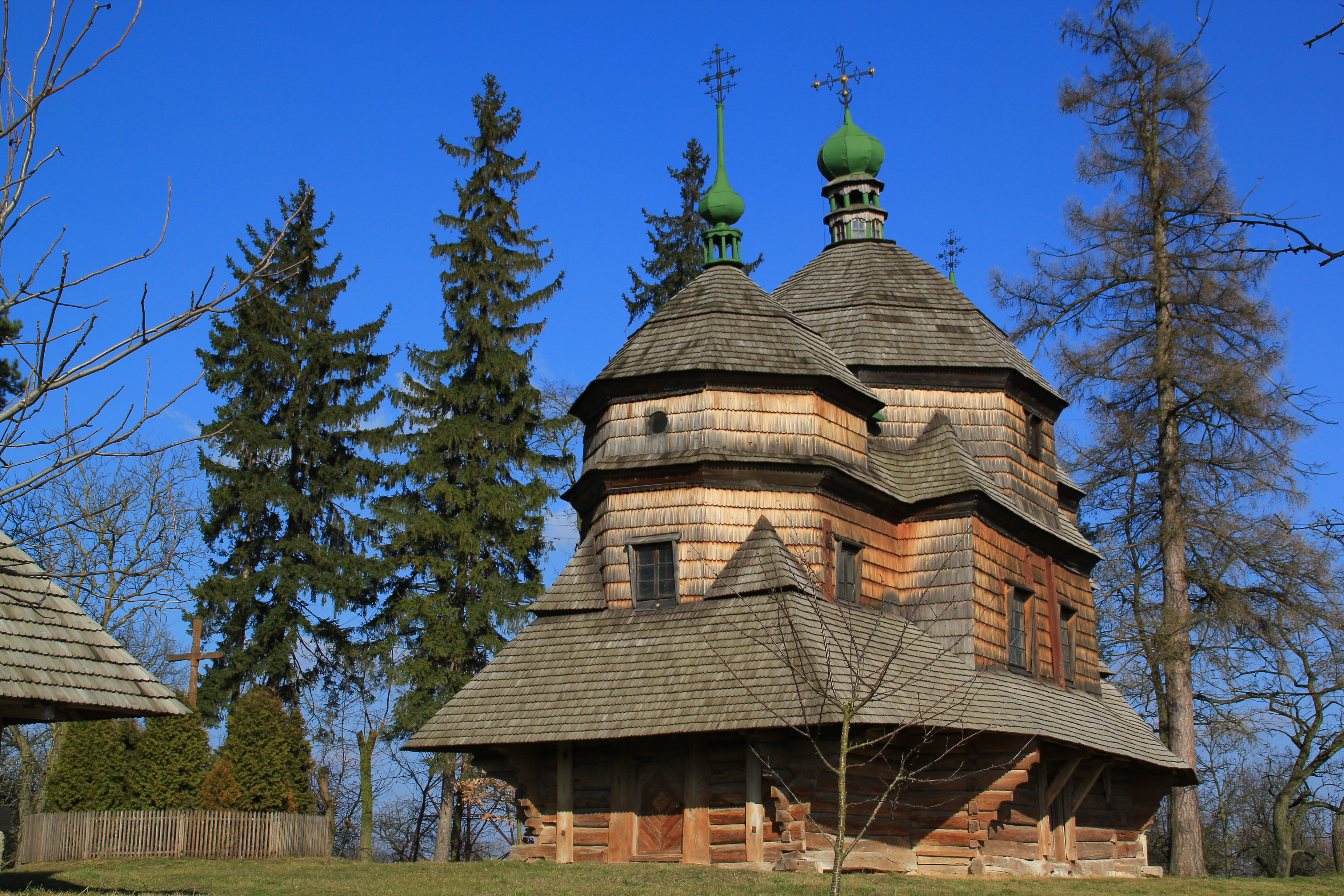
Holzkirche in der Stadt

Die Ortschaft wurde 1324 zum ersten Mal schriftlich erwähnt und erhielt 1473 das Magdeburger Stadtrecht. Die Stadt gehörte von 1774 bis 1918 zum österreichischen Galizien und war von 1854 bis 1867 Sitz der Bezirkshauptmannschaft Komarno, danach wurde ein Bezirksgericht des Bezirks Rudki errichtet. Nach dem Ende des Ersten Weltkrieges kam der Ort zur Westukrainischen Volksrepublik, anschließend an Polen, wurde im Zweiten Weltkrieg kurzzeitig von der Sowjetunion und dann bis 1944 von Deutschland besetzt.
Nach dem Ende des Krieges wurde die Stadt der Sowjetunion zugeschlagen, dort kam die Stadt zur Ukrainischen SSR. Seit dem Zerfall der Sowjetunion 1991 ein Teil der unabhängigen Ukraine.
Bis zum 24. März 1992 trug die Ortschaft den offiziellen Namen Komarne (Комарне) und wurde dann auf den heutigen Namen umbenannt.
Im Ort gibt es eine alte katholische Kirche sowie eine orthodoxe Kirche.
Am 12. Juni 2020 wurde die Stadt zum Zentrum der neu gegründeten Stadtgemeinde Komarno (Комарнівська міська громада Komarniwska miska hromada) im Rajon Lwiw. Zu dieser zählen auch die in der untenstehenden Tabelle angeführten 21 Dörfer im Rajon Lwiw; bis dahin bildet sie die Stadtratsgemeinde Komarno (Комарнівська міська рада/Komarniwska miska rada) im Rajon Horodok.
Folgende Orte sind neben dem Hauptort Horodok Teil der Gemeinde:
| Name                     | Name         | Name                       | Name                 |
| ukrainisch transkribiert | ukrainisch   | russisch                   | polnisch             |
| ------------------------ | ------------ | -------------------------- | -------------------- |
| Andrijaniw               | Андріянів    | Андриянов (Andrijanow)     | Andryanów, Andrjanów |
| Beresez                  | Березець     | Березец                    | Brzeziec             |
| Butschaly                | Бучали       | Бучалы                     | Buczały              |
| Jakymtschyzi             | Якимчиці     | Акимчицы (Akimtschizy)     | Jakimczyce           |
| Hrabyne                  | Грабине      | Грабино (Grabino)          | Grabowna             |
| Hrimne                   | Грімне       | Громное (Gromnoje)         | Rumno                |
| Katerynytschi            | Катериничі   | Катериничи (Katerinitschi) | Katarynice           |
| Klizko                   | Кліцько      | Клецко (Klezko)            | Klicko               |
| Liwtschyzi               | Лівчиці      | Ливчицы (Liwtschizy)       | Łowczyce             |
| Lytowka                  | Литовка      | Литовка (Litowka)          | Litewka              |
| Monastyrez               | Монастирець  | Монастырец                 | Manasterzec          |
| Mosty                    | Мости        | Мосты                      | Mosty                |
| Nowe Selo                | Нове Село    | Новое Село (Nowoje Selo)   | Nowa Wieś            |
| Palanyky                 | Паланики     | Паланики (Palaniki)        | Paleniki             |
| Peremoschne              | Переможне    | Переможное (Peremoschnoje) | Chłopy               |
| Pidswirynez              | Підзвіринець | Подзверинец (Podswerinez)  | Podzwierzyniec       |
| Poljana                  | Поляна       | Поляна                     | Polana               |
| Sabolottja               | Заболоття    | Заболотье (Sabolotje)      | Kolonia Klicko       |
| Tataryniw                | Татаринів    | Татаринов (Tatarinow)      | Tatarynów            |
| Terschakiw               | Тершаків     | Тершаков (Terschakow)      | Terszaków            |
| Tulyholowe               | Тулиголове   | Тулиголово (Tuligolowo)    | Tuligłowy            |

## Söhne und Töchter der Stadt
- Karol Szajnocha (1818–1868), polnischer Schriftsteller und Historiker
- Roman Laskowski (1936–2014), polnischer Sprachwissenschaftler
- Wladimir Wyssozki (1954–2021), russischer Admiral und von 2007 bis 2012 Oberkommandierender der Russischen Seekriegsflotte